# Озеров, Олег Николаевич

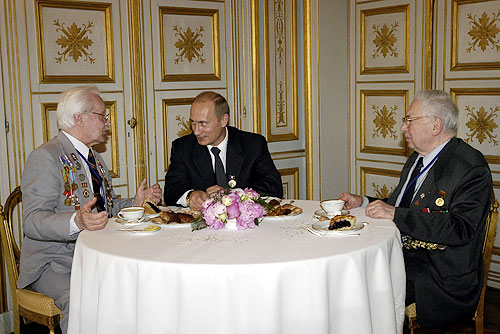
Президент Владимир Путин на встрече с российскими ветеранами операции союзников в Нормандии Глебом Плаксиным и Олегом Озеровым (справа на фото). Кан, Франция, 6 июня 2004

Олег Николаевич Озеров (1922—2007) — ветеран Второй мировой войны, участник французского движения Сопротивления, общественный деятель, писатель.

## Биография
Родился 17 июня 1922 года в городе Спасск-Рязанский Рязанской губернии, ныне Рязанской области.
Окончив городскую среднюю школу № 1, в 1940 году был призван на службу в РККА. Стал участником Великой Отечественной войны с самого её начала. Во время тяжелых боев в 1941 году попал в плен и был увезён в Германию. Совершил побег из нацистского концлагеря около Бордо, командовал группой советских бойцов во французском партизанском отряде «Маки де Лорет» (фр. Maquis de Lorette) в провинции Бретань.
После окончания войны и положенной проверки, вернулся на родину, окончил Белорусский политехнический институт (ныне Белорусский национальный технический университет). Был распределён в город Павловский Посад, где работал прорабом на реконструкции Павловопосадского керамического завода и участвовал в строительстве железобетонных заводов в Ногинске и Орехово-Зуеве, а также керамического завода в деревне Большое Буньково Московской области. В январе 1958 года был назначен главным инженером СпецСМУ № 72 и переведён на работу в Москву.
С 1963 по 1972 год работал главным инженером, затем управляющим всесоюзным трестом «Промвентиляция» Министерства монтажных и специальных строительных работ СССР. В 1972 году был назначен директором Центрального бюро научно-технической информации Минмонтажспецстроя СССР, а в 1979 году — заместителем директора Главного Ботанического сада Академии наук СССР (ныне Главный ботанический сад имени Н. В. Цицина РАН) по общим вопросам. После выхода на пенсию Олег Николаевич поступил на работу в Московский институт инженеров транспорта (ныне Российский университет транспорта), где преподавал на кафедре «Охрана труда».
В 1993 году Олег Николаевич Озеров создал межрегиональную общественную организацию ветеранов французского Сопротивления «Комбатан волонтэр» (фр. Combattant Volontaire) и был избран её президентом.
В июне 2004 года совместно с музыкантом и киноактёром Глебом Плаксиным сопровождал президента России Владимира Путина на торжества по поводу 60-летия высадки союзников в Нормандии.
Умер 30 января 2007 года в Москве.

## Заслуги
- Был награждён орденами Трудового Красного Знамени, «Знак Почёта» и Отечественной войны II степени, а также многими медалями, в числе которых «За отвагу» (1994).
- Также был награждён несколькими французскими наградами, среди которых Медаль Войны 1939—1945, Крест Сопротивления, Крест добровольца, Крест комбатанта, орден Почётного легиона и орден «За заслуги».[8]
- В 2005 году был удостоен звания «Почётный гражданин Спасского района».